# Wilhelm Brenneke

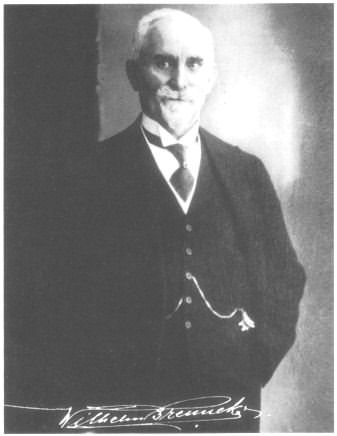
Wilhelm Brenneke

Wilhelm Brenneke (* 30. März 1865 in Hannover; † 4. November 1951 in West-Berlin) war ein deutscher Erfinder und Konstrukteur von Jagdgewehren und Jagdmunition. Der Name „Brenneke“ steht im Deutschen für Flintenlaufgeschosse.

## Leben und Wirken
Wilhelm Brenneke wollte als 14-Jähriger zunächst eine Ausbildung bei dem hannoverschen Hof-Büchsenmacher Heinrich Scherping beginnen, doch der wies ihn ab. Brenneke absolvierte ab 1879 in seinem Geburtsort Hannover eine Lehre zum Schlosser und Geldschrankbauer. Den darauf folgenden Militärdienst leistete er bei der kaiserlichen Marine und arbeitete nach Besuch einer Maschinenbauschule und Militärdienst in Leipzig als Versandbuchhändler. Parallel zum erfolgreichen Versandhandel entwickelte er den 1895 patentierten „Brenneke-Selbstspanner-Sicherheitsgewehr“ (Brenneke-Sicherheitsdrilling) mit vierfach wirkender Automatiksicherung und erwarb im gleichen Jahr das Leipziger Waffengeschäft und Büchsenmacherei Richard, welches er zur „Brenneke - Gewehr und Geschossfabrik“ umfirmierte. Unter der Leitung von Konrad Heym ließ er den Sicherheitsdrilling bis 1902 in einem Suhler Zweigwerk herstellen.
Nachdem er 1897 ein Patent auf Legierungs-Mantelgeschosse erworben hatte, stellt er 1898 mit dem Brenneke-Flintenlaufgeschoss eine selbstentwickelte Munition vor, welche die waidgerechte Jagd auf Schalen- und Großwild aus Flinten ermöglichte. Es folgten in kurzen Abständen zahlreiche neue und sehr erfolgreiche jagdliche Munitionstypen wie das TIG (1917), das 7 × 64 Brenneke (1917) und das TUG (mit patentiertem Scharfrand, 1935). Zahlreiche seiner Entwicklungen testete er persönlich im gepachteten Jagdrevier Tornau in der Dübener Heide.
Die Firma Brenneke wurde nach dem frühen Tod seiner beiden Söhne Walter (1894–1917) und Wilhelm (1898–1921) von deren Zwillingsschwestern Elsa und Rosa mitgeführt und noch vor dem Tod Wilhelm Brennekes 1951 vollständig von Leipzig nach West-Berlin verlegt. 1971 verlagerten die Erben das Familienunternehmen an seinen heutigen Standort Langenhagen bei Hannover – in die Heimat seines Gründers.

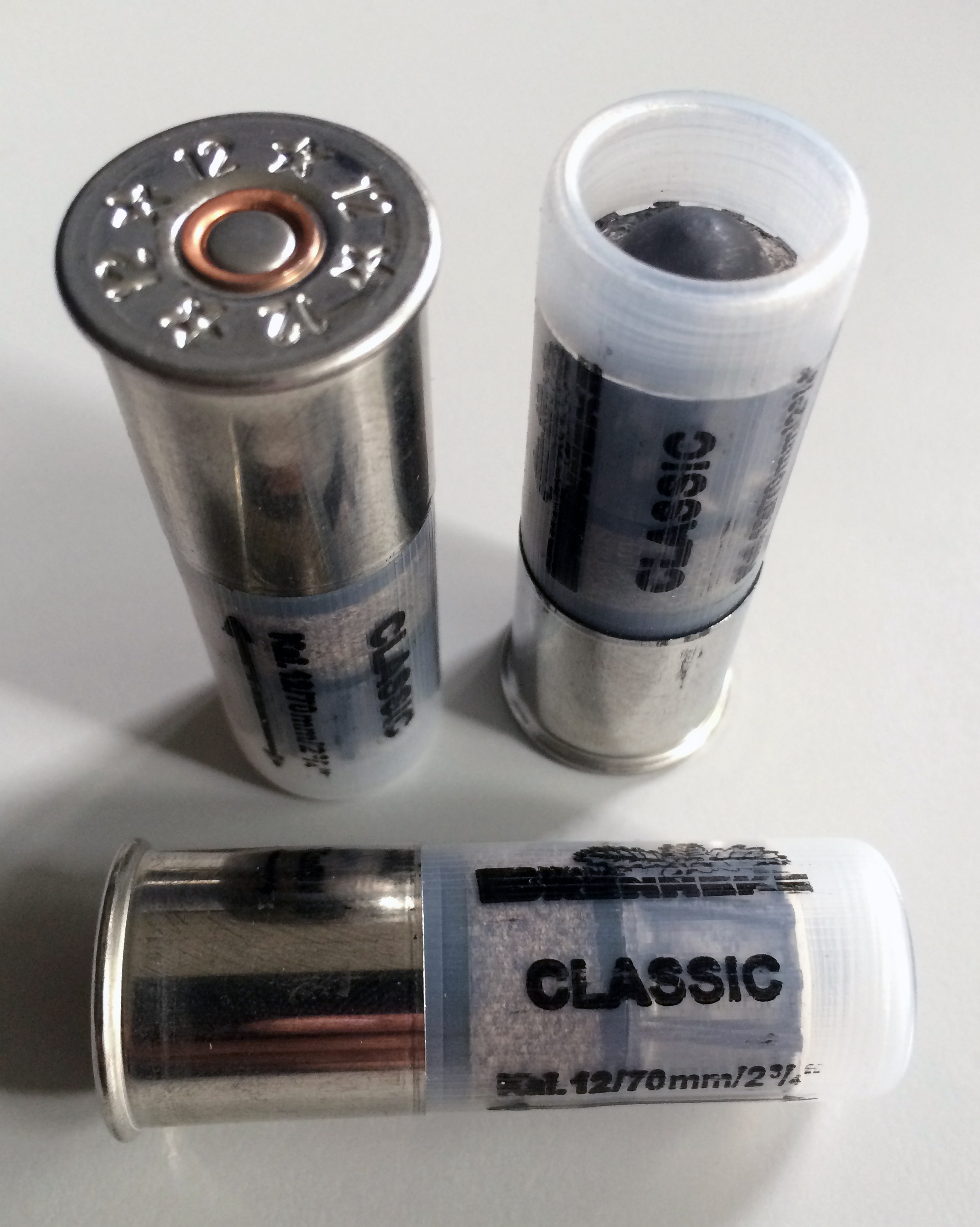
Patronen mit Brenneke Flintenlaufgeschoss FLG cal. 12/70

## Jagdmunition

### Büchsenmunition
- 8 × 72 R, 1898
- 8 × 80 R, 1908
- 8 × 64, 8 × 64 S[4], 8 × 64 RS[5], 1912
- 8 × 65 R, 1914
- 8 × 65 RS, 1914
- 7 × 64, 1917
- 7 × 65 R, 1917
- 8,1 × 66,5 R, 1920
- 7 × 72 R, 1927
- 9,3 × 64, 1927
- 7 × 64,5 Brenneke, 1937
- 8 × 66 Brenneke, 1938
- 9,3 × 65 R, 1938
- 9,3 × 66 Brenneke, 1938
- 7 × 66 Brenneke, 1938

### Büchsengeschosse
- Brenneke Idealgeschoss, 1905
- Torpedo-Ideal-Geschoss (TIG), 1917
- Torpedo-Universal-Geschoss (TUG), 1935

### Flintenmunition
- Flintenlaufgeschoss (1898)